# Tramaga
Tramaga era una freguesia portuguesa del municipio de Ponte de Sor, distrito de Portalegre.

## Historia
Fue creada el 11 de junio de 1993, por desmembramiento de la freguesia de Ponte de Sor.
Fue suprimida el 28 de enero de 2013, en aplicación de una resolución de la Asamblea de la República portuguesa promulgada el 16 de enero de 2013 al unirse con las freguesias de Ponte de Sor y Vale de Açor, formando la nueva freguesia de Ponte de Sor, Tramaga e Vale de Açor.